# Alexander von Linsingen
Alexander Adolf August Karl von Linsingen (Hildesheim, 1850. február 10. – Hannover, 1935. június 5.) báró, porosz királyi katonatiszt, német császári tábornok, vezérezredes, első világháborús hadvezér.

## Élete

### Származása
Az ősi észak-hesseni Linsingen nemesi nemzetségből származott. Édesapja Wilhelm Friedrich Klaus von Linsingen (1815–1889) titkos tanácsos, megyei elöljáró, édesanyja Marie Karoline Dorothea von Berlepsch (1814–1890) volt. Apai nagyapja Ernst von Linsingen (1775–1853) volt, lovassági tábornok a hesseni királyi hadseregben, Caroline von Linsingen (1768–1815) bárókisasszonynak, Vilmos Clarence-i herceg, később brit király kegyencnőjének öccse. Egyik déd-nagybátyja Carl (Karl) von Linsingen (1742–1830) gróf volt, brit-hannoveri lovassági tábornok, a napóleoni háborúk hőse, a Bath-rend tagja.

### Katonai pályája a világháborúig

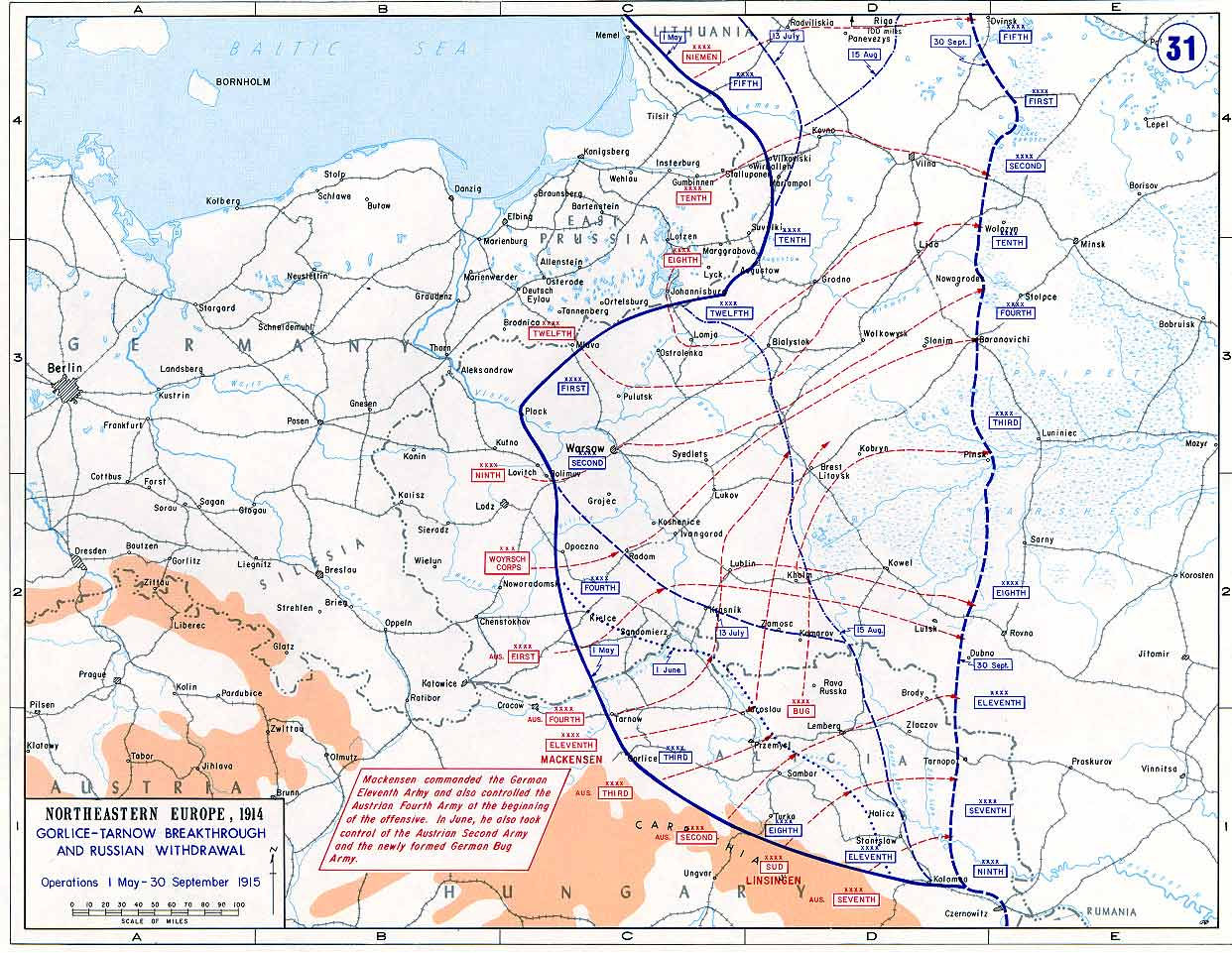
A Linsingen-hadseregcsoport a keleti fronton (1915)

A hannoveri Líceumba járt, majd hadapródiskolában tanult Hannoverben és Berlinben. 1868. április 7-én címzetes zászlósként (Portepeefähnrich) a porosz királyi hadseregben a vesztfáliai 4. „Graf Barfuß” gyalogezredhez helyezték. Itt ugyanezen év november 10-én rendfokozatát megtartva tisztté avatták. 1869. október 14-én alhadnaggyá (Sekondeleutnant) léptették elő. 
Ezredének kötelékében részt vett az 1870–71-es porosz–francia háborúban. Harcolt a Mars-la-Tour-i (vionville-i), a gravelotte-i és a Le Mans-i csatákban és számos további kisebb-nagyobb összeütközésben, és harcérintkezésben. Itt kifejtett teljesítményéért kitüntették a Vaskereszt II. osztályával.
1874. november 1-jén zászlóalj-adjutánssá (a parancsnok segédtisztjévé) nevezték ki, majd főhadnaggyá léptették elő és a koblenzi német császári 30. gyalogezred adjutánsává nevezték ki. 1875. március 29-én visszahelyezték Hannoverbe, a német császári 39. gyalogezredhez, hasonló beosztásba.
1878. október 12-én a kelet-frízföldi 78. „Herzog Friedrich Wilhelm von Braunschweig” gyalogezredhez osztották be. 1882. április 18-án a német császári 11. gyalogdandár adjutánsa lett Brandenburg an der Havel-ben. Ugyanebben az évben, október 14-én századosi rangot kapott (1876. február 10-i visszamenőleges előléptetéssel) a 4. gárda-gyalogezredhez vezényelték Spandauba. Mint „létszámfeletti” századost, 1882. november 12-én, majd 1883. június 2-án átmenetileg egy-egy század parancsnokságával bízták meg.
1888. május 16-án Strassburgba helyezték, a német császári 31. hadosztály adjutánsi megbízásával. 1889. május 22-én áthelyezték a német császári 1. (brandenburgi 8.) számú „III. Frigyes Vilmos király” testőr-gránátosezredhez (Leibgrenadier-Regiment), az ezred egyenruhájában Karlsruhéba, a német császári XIV. hadtest főparancsnokságára (Generalkommando) vezényelték, adjutánsi beosztásban. 1889-ben előléptették őrnaggyá, a hivatalos kinevezést szeptember 21-én kapta meg.
1890. december 15-én Lübeckbe, a 76. „Hamburg” (2. Hanza-) gyalogezredhez vezényelték, itt kinevezték a III. lövész-zászlóalj parancsnokává.
1895. január 15-én alezredessé léptették elő, június 15-én Stettinbe helyezték, a 2. „König Friedrich Wilhelm IV.” (1. pomerániai) gránátos ezredhez. 1897. november 18-án ezredessé léptették elő, és kinevezték 4. „König Friedrich der Große” (keletporoszországi 3.) gránátosezred parancsnokává, amely Allensteinben, 1898-tól Rastenburgban állomásozott.
1901. június 16-án vezérőrnaggyá léptették elő és kinevezték a lübecki német császári 81. gyalogdandár parancsnokává. Mint korábban (1890–95 között), most is ő lett a lübecki (több ezredből összevont) helyőrség legmagasabb rangú tisztje.
1904-ben a császár jelenlétében lezajlott nagy hadvezetési gyakorlat (Kaisermanöver) után Altonában megtartott díszebéden Linsingen vezérőrnagy vette át II. Vilmos császártól a Hanza-ezredek új megnevezéseit („Hamburg”-ot a 76. és „Lübeck”-et a 162. ezrednek).
1905-ben altábornaggyá léptették elő és a császári 27. (württembergi királyi 2.) hadosztály parancsnokává nevezték ki, ulmi állomáshellyel. 1907-ben gyalogsági tábornokká léptették elő és kinevezték a Stettinben állomásozó német császári II. hadtest vezénylő tábornokává (tényleges parancsnokává). Linsingen azon igen kisszámú német tábornok egyike lett, akik anélkül kaptak magasabbegység-parancsnoki megbízatást, hogy elvégezték volna a Hadiakadémiát, és szolgáltak volna volna a vezérkarnál.

### Az első világháborúban
Az első világháború kitörésekor Linsingen II. hadtestét a nyugati frontra irányították, a német császári 1. hadsereg alárendeltségében. Részt vett az 1914. augusztus 22–23-i monsi csatában.

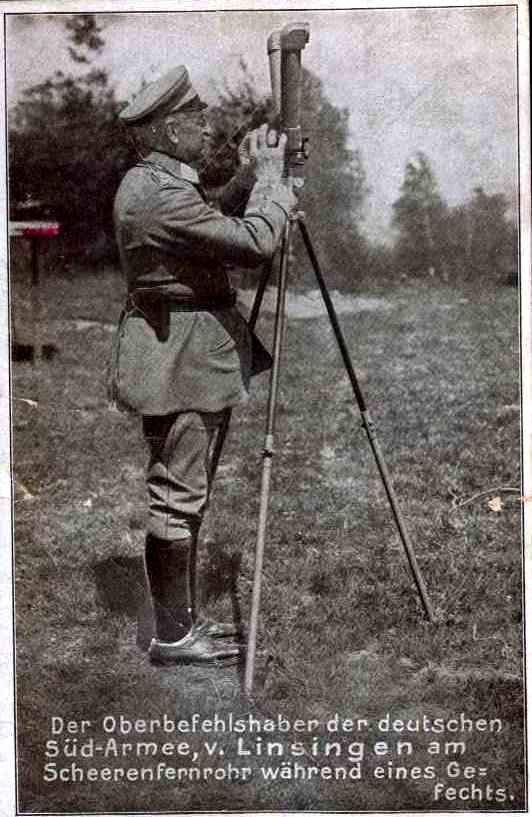
Linsingen tábornok, a Déli Hadsereg parancsnoka

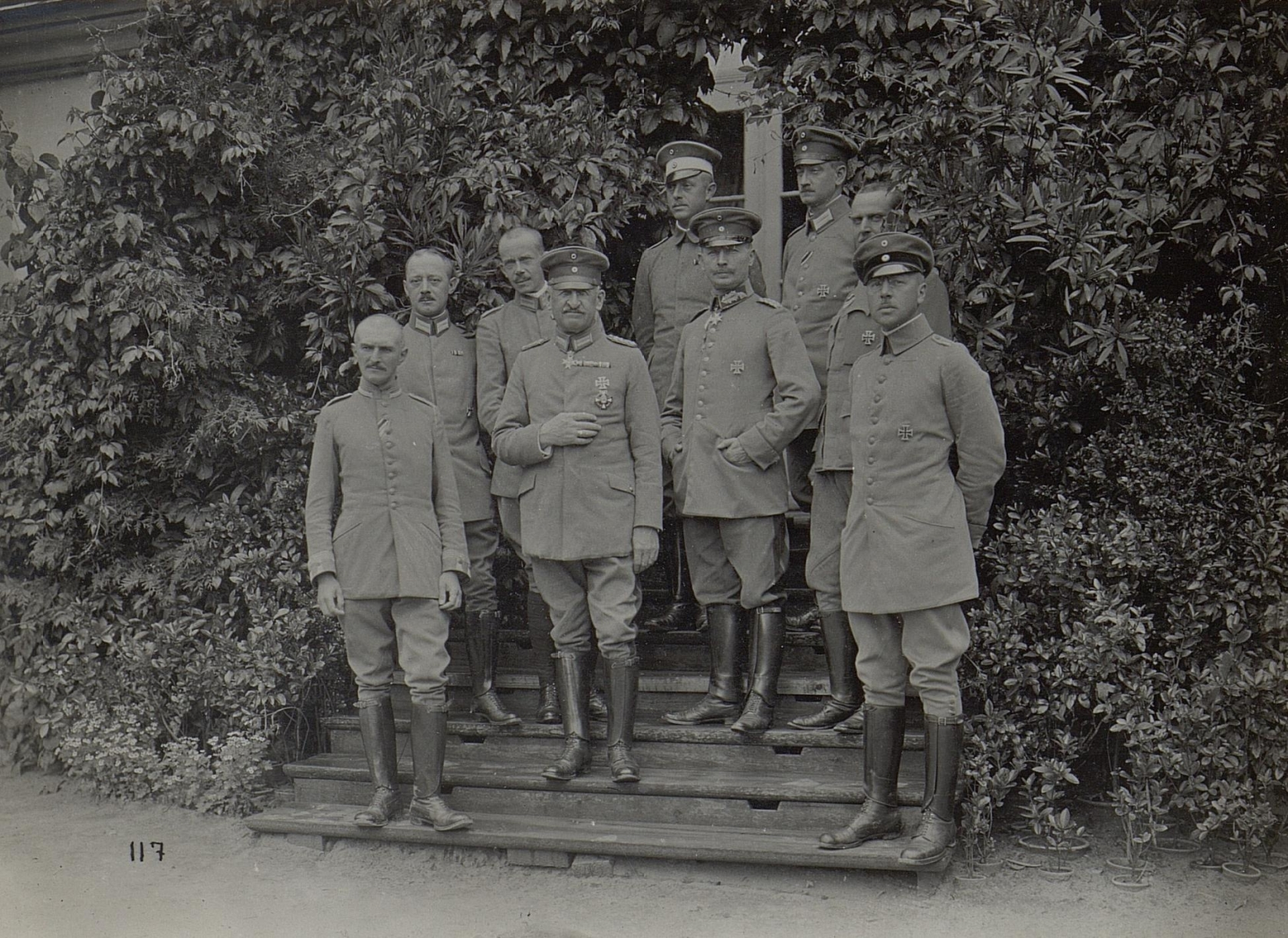
Linsingen és törzskara a volhíniai Kowelben (1915)

1915 januárjától a keleti fronton frissen megszervezett német Déli Hadsereget (Südarmee) kapta meg. Július 8-tól a Déli Hadsereg parancsnokságát átadta Felix von Bothmer tábornoknak, ő maga az új Bug-menti Hadsereget (Bugarmee) vette át. 1915 szeptemberétől a Déli Hadsereg, a Bug-Hadsereg és az osztrák–magyar 4. hadsereg összevonásából kiállított hadseregcsoport főparancsnoka lett, amely egész fennállása alatt, 1918. március 31-ig az ő nevét viselte (Heeresgruppe Linsingen). Ennek balszárnyán (északon) Mackensen vezérezredes 11. hadserege és Woyrsch vezérezredes hadseregcsoportja (Heeresgruppe Woyrsch) állt.
A Linsingen-hadseregcsoport 1915. augusztus 27-28-án elfoglalta Breszt-Litovszkot, szeptember 16-án Pińsket, 1916 júniusában a Bruszilov-offenzíva súlyos veszteségeket okozott seregeinek, az osztrák–magyar 4. hadsereg elpusztult. Linsingen ellentámadást indított, június 24–augusztus között a kowel-stanislawi csatában sikerült lefékeznie az orosz előnyomulást. 1917 végén, és 1918-ban, az oroszokkal megkötött breszt-litovszki békeszerződés után részt vett a ukrajnai hadjáratban, elfoglalta Tobołyt, Ogyesszát, Poltavát és a Krím-félszigetet.
A keleti hadjáratok győzelmes lezárása után a hadseregcsoportot feloszlatták, egységeit más frontszakaszokra vezényelték, Linsingen gyalogsági tábornok rendelkezési állományba került. 1918. április 7-én, katonai pályájának ötvenéves jubileumán Linsingent a császár vezérezredessé léptette elő. Június 1-jén új beosztást kapott, a brandenburgi Mark-vidék főparancsnoka és Berlin katonai kormányzója lett.

### Az 1918-as összeomlásban
A kieli matrózlázadás hírére megerősítette a főváros védelmét. Előrelátó módon még a zavargások kitörése előtt megbízható, császárhű egységeket rendelt Berlinbe, így Magdeburgból a 4. vadász-zászlóaljat (Naumburger Jäger). A novemberi forradalom kitörésekor, november 9-én reggel még bizakodott, hogy semmi sincs elveszve, amíg a császárhű erők Berlint tartani tudják. A politikai agitáció azonban a megbízható egységeket is elérte. Otto Wels SPD-aktivista november 9-én reggel a naumburgi vadászok szálláshelyén, az Alexander-laktanyában tájékoztatta a katonákat a politikai helyzetről, és a polgárháború elkerülése érdekében felszólította őket, ne használjanak fegyvert. A vadászok ezután csoportosan dezertáltak és átálltak a felkelőkhöz.
A fejleményeket látva Linsingen kiadta utolsó parancsát, amelyben megtiltotta, hogy Reichstag épületét védő katonaság fegyvert használjon a főváros felé masírozó kieli lázadó matrózok ellen, mondván: „Németek nem lőnek németekre” (Deutsche schießen nicht auf Deutsche). Ezen a napon a Reichstagban Philipp Scheidemann kikiáltotta a köztársaságot, a berlini királyi palotában pedig Karl Liebknecht bejelentette a Német Tanácsköztársaság megalakulását. Linsingen még aznap, november 9-én benyújtotta lemondását. November 17-én nyugállományba helyezték.

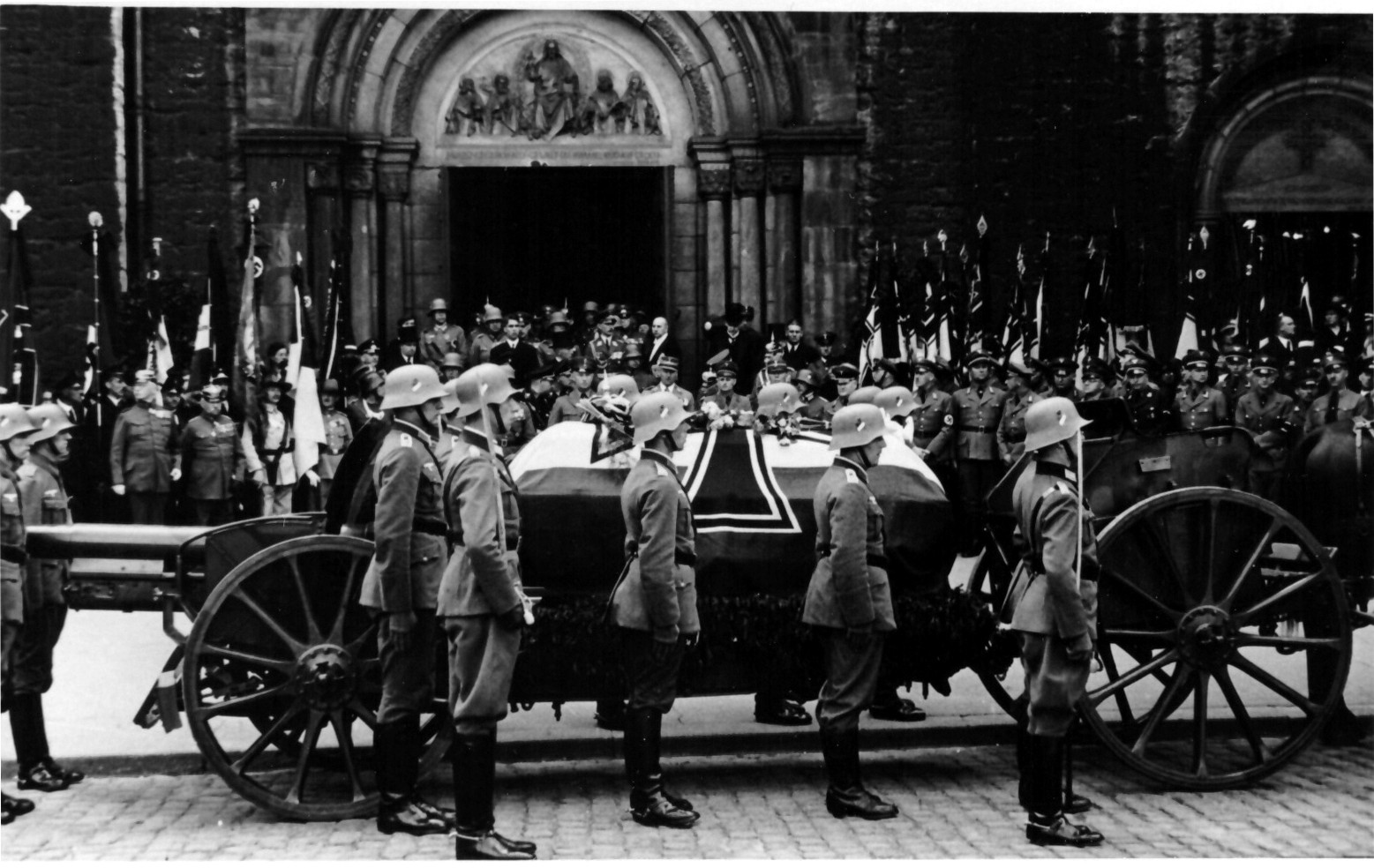
Linsingen tábornok temetési menete a hannoveri helyőrségi templom előtt.

### Elhunyta
Linsingen tábornok ezután birtokaira visszavonulva, családjával élt. 1935. június 5-én hunyt el Hannoverben. Teljes állami és katonai dísztemetést kapott. A hannoveri helyőrségi templomban (Garnisonskirche) ravatalozták fel. Június 8-án az északi városrész temetőjében (Neuer St.-Nikolai-Friedhof), a Linsingen család kriptájában helyezték örök nyugalomra.

### Házasságai, családja
Alexander von Linsingen 1880. augusztus 20-án Hannoverben feleségül vette a húszesztendős Paula Louise Mummy kisasszonyt (1860–1885), Oscar Mummy lovag, földbirtokos és Marie Louise von Kapff leányát. Három gyermekük született:
- Maria von Linsingen (1881–1963), aki 1907-ben Hans Magnus von Hoym (1866–1929) grófhoz ment feleségül,
- Kurt Wilhelm Karl Alexander von Linsingen (1882–1936) lovassági kapitányként vonult nyugdíjba,
- Paula von Linsingen (1885–1970), aki Gisbert von Romberg báróhoz ment feleségül.

Felesége, Paula 1885-ben, harmadik gyermeke születésekor meghalt. Az özvegy Linsingen 1887-ban sógornőjét, Felicie Mary Mummyt (1887–1953), első feleségének húgát vette el. A második házasságból két fiúgyermek született:
- Oskar Theodor Ludolf von Linsingen (1889–1929), századosként vonult nyugdíjba,
- Hans-Carl Hermann von Linsingen (1896–1967), pilóta, aki Ruth Momm kisasszonyt, egy nagyvállalkozó leányát vette feleségül. Az első világháborúban főhadnagyi rangban egy ideig Manfred von Richthofen vadászrepülő-századában szolgált, a második világháborúban önként jelentkezett a Luftwafféba, a román vezérkar tanácsadója lett, repülőezredesként vonult nyugdíjba.

## Kitüntetései
- a porosz Koronarend II. osztálya a csillaggal[6]
- a Johannita Rend tiszteletbeli komtúrja[6]
- a porosz katonai Szolgálati Érdemkereszt[6]
- az anhalti Medve Albert-rend II. osztályú komtúrja, [6]
- Zähringeni Oroszlán-rend II. osztályú lovagkeresztje, tölgyfalombokkal[6]
- Bajor Katonai Érdemrend II. osztálya a csillaggal[6]
- a mecklenburgi Wend Korona rendje arany nagykeresztje[6]
- a mecklenburgui Griff-rend nagykomtúrja[6]
- a württembergi Frigyes-rend nagykeresztje[6]
- a svéd Kard-rend nagykeresztje[6]
- a Vaskereszt I. osztálya (1914)
- Pour le Mérite (1915. május), tölgyfalombok (1915 július)
- a bajor katonai Miksa József-rend nagykeresztje (1915)[7]
- Fekete Sas-rend (1917)
- a Vörös Sas-rend nagykeresztje a kardokkal (1917)

## Emlékezete
- a Linsingenstraße Hannoverben,

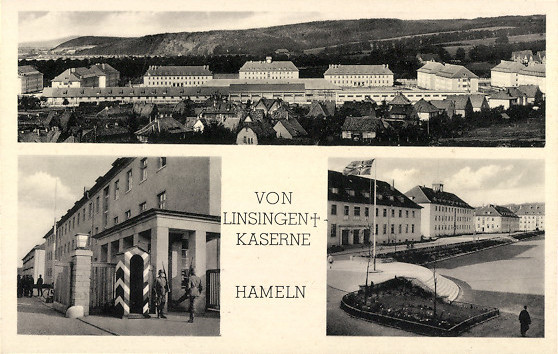
A hamelni Linsingen-laktanya

- az egykori Linsingen-emlékszoba a hannoveri Leine-kastélyban (a második világháborúban elpusztult)
- az egykori Linsingenallee az egykori Stettinben (ma Szczecin, Lengyelország)
- a Linsingen-laktanya Hamelnben (a második világháború után a brit megszálló hadsereg laktanyája lett, kettős néven (Gordon Barracks – Linsingen Kaserne).[8]

## További információ
- Linsingen, Alexander von. Digitalisierung der Pressearchive von HWWA und IfW (digitalizált archív újságcikkek) (német nyelven). Pressemappe 20.Jahrhundert! (webopac.hwwa.de). (Hozzáférés: 2020. december 20.)
- Who’s Who - Alexander von Linsingen (angol nyelven). FirstWorldWar.com. (Hozzáférés: 2020. december 20.)
- The Prussion Machine. Alexander von Linsingen. home.comcast.net. [2012. december 9-i dátummal az eredetiből archiválva].
- Spencer C. Tucker. The Encyclopedia of World War I : A Political, Social, and Military History, Volume 1.. ABC-CLIO, 697. o. (2005). ISBN 978-1851094202
- Klaus Mlynek. Linsingen, Alexander von., Hannoversches Biographisches Lexikon (német nyelven). Hannover: Schlüter, 236. o. (2002)
- Carl Mönckeberg(wd). Unter Linsingen in den Karpathen (német nyelven). Stuttgart, Berlin: Deutsche Verlags-Anstalt (1917)
- Carl Mönckeberg, Kurt Pehlemann. Bei Süd- und Bug-Armee, 1915. Kriegsberichte von Offizieren des A.O.K. Linsingen (német nyelven). Stuttgart, Berlin: Deutsche Verlags-Anstalt (1917)
- Hermann Cron, Duncan Rogers. Imperial German Army 1914-18: Organisation, Structure, Orders of Battle. Helion and Company [1937] (2008). ISBN 978-1908916952
- Hanns Möller. Geschichte der Ritter des Ordens pour le mérite im Weltkrieg. Band I: A-L. (német nyelven). Berlin: Verlag Bernard & Graefe, 679–682. o. (1935)
- Fényképek, portrék és iratok fotói, A. von Linsingenről. Alamy Stock Photos. (Hozzáférés: 2020. december 21.)